# سالومون موريل
سالومون موريل (15 نوفمبر 1919 - 14 فبراير 2007) هو يهودي بولندي، وموظف ستاليني أثناء الاحتلال السوفيتي لبولندا، موظف في المفوضية الشعبية للشؤون الداخلية  NKVD، وآمر معسكر اعتقال جماعي. كما أنه متهم باقتراف جرائم حرب.  
فور نهاية الحرب العالمية الثانية أصبح موريل القائد العام لمعسكر زجودا Zgoda السوفييتي للاعتقال في بولندا، حيث يُتهم بتعذيب وإعدام عشرات السجناء هناك بنفسه، فضلاً عن التسبب في مقتل أكثر من 1500 سجين من جراء سوء المعاملة وقلة الغذاء والنقص في الشروط الصحية. كما حصل على درجة عقيد في الشرطة السياسية وأدار سجن لهذه الشرطة، حيث اُحتجز في هذا السجن نحو ستة آلاف معتقل من المدنيين الألمان والبولنديين من أصل ألماني، وبقي في هذا العمل حتى تمت تنحيته في عام 1968 لأسباب انضباطية وتأديبية. 
بعد انهيار الاتحاد السوفييتي وبدء التحقيق في انتهاكاته فرّ موريل من بولندا إلى إسرائيل وحصل على الجنسية الإسرائيلية. وقد وفّرت له إسرائيل الحماية ورفضت مرتين مطالب رسمية بولندية لتسليمه في 1998 و2005 مبررةً ذلك بذرائع مختلفة.